# Tisha Sterling
Tisha Sterling (ur. 10 grudnia 1944 w Los Angeles) – amerykańska aktorka filmowa i telewizyjna.

## Filmografia
- 1964: Spotkanie z Alfredem Hitchcockiem (The Alfred Hitchcock Hour) – Rachel
- 1965: Doktor Kildare (Dr. Kildare) – Sheila Winfield
- 1966: Batman (Batman) – Legs Parker
- 1968: Blef Coogana (Coogan's Bluff) – Linny Raven
- 1968: Bonanza (Bonanza) – Laura Jean Pollard
- 1972: Ironside (Ironside) – Wanda Bolen
- 1973: Columbo (Columbo) – Linda Johnson
- 1974: Hawaii Five-O {Hawaii Five-O) – Eadie Scott
- 1975: Szalona mama (Crazy Mama) – młoda Sheba
- 1976: Sierżant Anderson (Police Woman) – Celia
- 1979–1981: Aniołki Charliego (Charlie’s Angels) – Mary
- 1986: Żar młodości (The Young and The Restlesse) – Connie
- 1987: Sierpniowe wieloryby (The Whales of August) – młoda Tisha
- 1992: Czarny Koń (Dark Horse) – Ross
- 1999: Śniadanie mistrzów (Breakfast of Champions) – Beatrice Keedsler